# Mühlendammschleuse (Rostock)

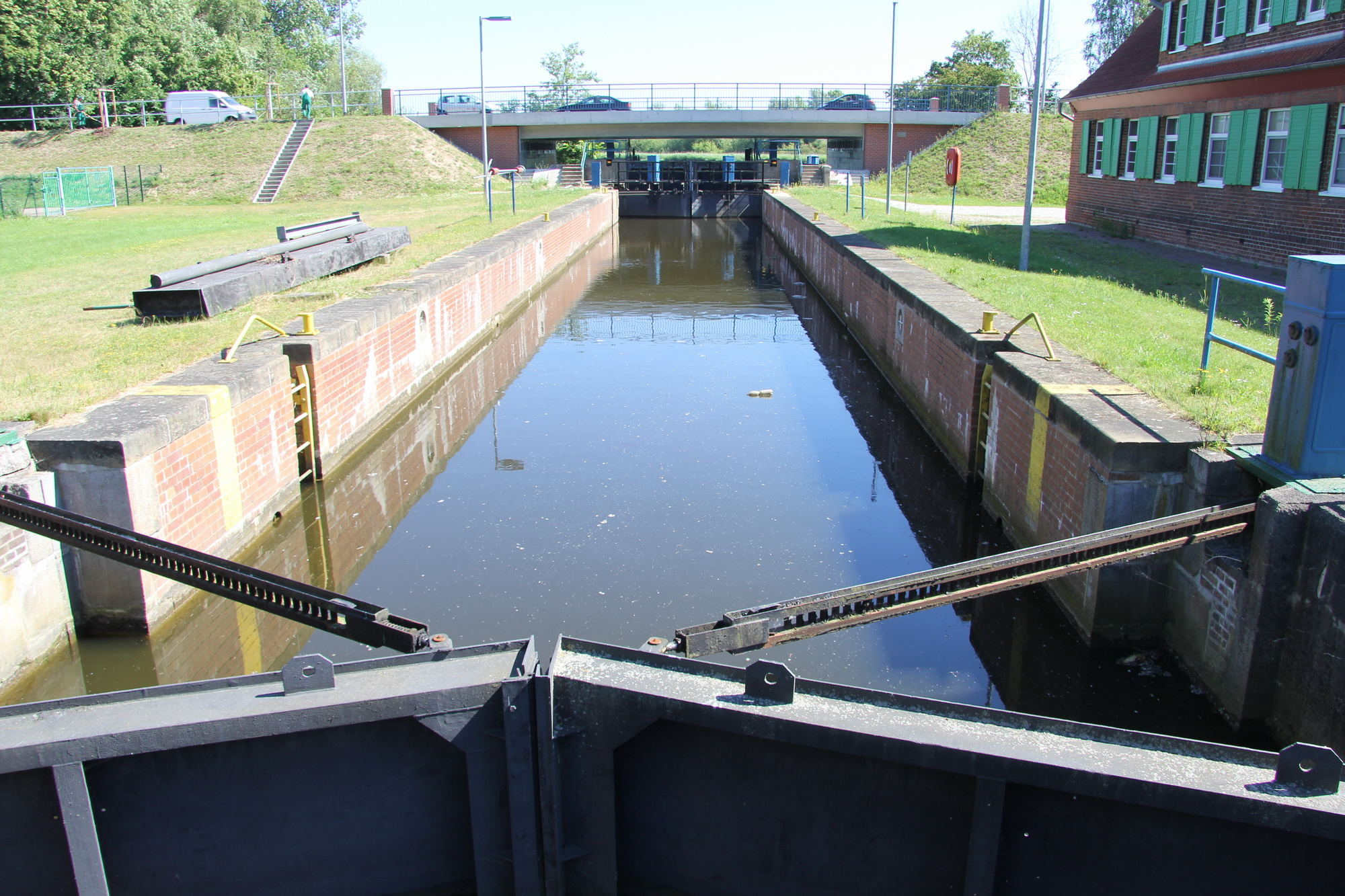
Ansicht Schleuse Richtung Mühlendamm

Die Mühlendammschleuse war eine Schleuse an der Warnow in Rostock. Sie liegt im Südwesten der Stadt und verband die seit Jahrhunderten durch den Mühlendamm erfolgte Zweiteilung des Flusses in Ober- und Unterwarnow. Seit 2020 ist das Schleusenbecken verfüllt und zur Umtragestrecke für tragbare Boote umgebaut.

## Funktion
Die Schleuse war mit dem unweit gelegenen Wehr Teil der Staustufe des Flusses. Sie diente dem seeseitigen Hochwasserschutz und gleichzeitig dem Trinkwasserschutz, da die Hansestadt Rostock ihr Trinkwasser aus dem Oberflächenwasser der Warnow bezieht. Der Höhenunterschied an der Staustufe beträgt zwischen Ober- und Unterwasser im Mittel 26 cm. Auf Grund der Lage der Staustufe zwischen Binnenland und Küstengewässer und der erheblichen Wasserspiegelschwankungen im Unterwasser konnte der Wasserstand sowohl unter- als auch oberhalb des binnenseitigen Wasserstandes liegen. Um unter allen denkbaren Bedingungen Fahrzeuge schleusen zu können, wurde die Schleuse mit zweiseitig stemmenden Toren ausgestattet. Die Kammerlänge der Schleuse betrug 52,30 m, die Kammerbreite 6,60 m. Die Schleuse war im Eigentum des Bundes.

## Historie
Die Warnow, ein insgesamt 155 km langer Fluss, war in den vergangenen Jahrhunderten die Lebensader von Rostock, weil sie bis zur Einmündung in die Ostsee schiffbar war. Bereits im Mittelalter wurde am Mühlendamm ein Wehr zum Betrieb von Wassermühlen angelegt. Mit diesem Mühlendamm erfolgte eine Trennung des Flusses zwischen dem Süßwasser der Oberwarnow und dem mit dem Ostseewasser vermischten Brackwasser der Unterwarnow. Schiffbare Schleusen im Bereich des Mühlendamms gab es offenbar schon seit Jahrhunderten, die älteste bekannte Darstellung findet sich im „Wahren Geometrischen Grundriss der Stadt Rostock“ aus dem Jahre 1653 von Caspar Merian.

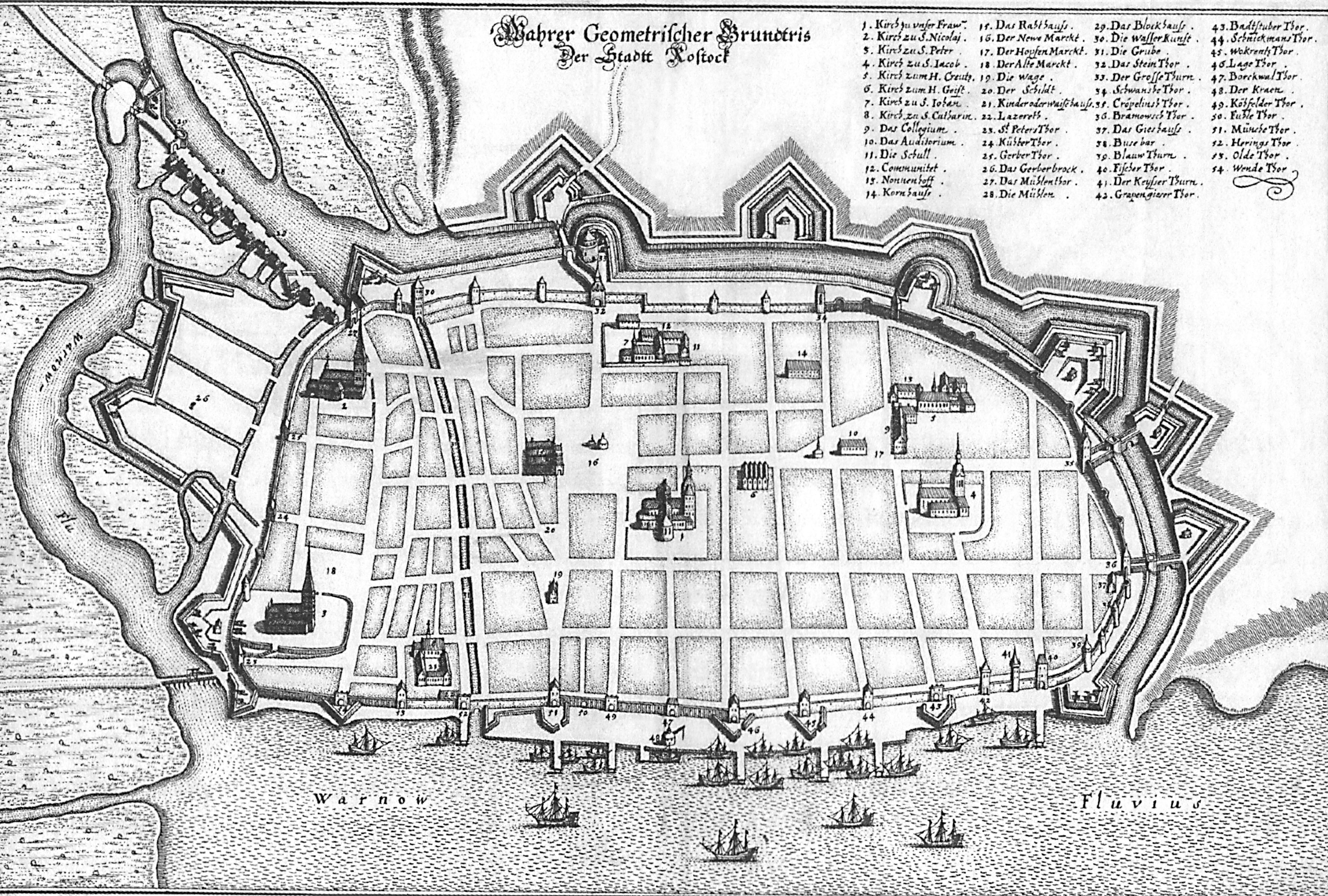
Rostock in der Darstellung von Merian

Mitte des 19. Jahrhunderts wurde eine Wasserstraßenverbindung von Rostock über Bützow und Güstrow bis nach Berlin angedacht, was eine neue, größere Schiffsschleuse erforderlich machte. Sie sollte den Anfang dieser Schifffahrtsverbindung bilden. Dazu gibt es eine umfangreiche Schrift mit dem Titel: „Vortrag und Bitte des mecklenburgischen Kanalvereins, betreffend die Anlage einer Schleuse am Mühlendamm zu Rostock“. In ihr heißt es u. a.:
Die einstimmige Ansicht der anwesenden Mitglieder des Vereins sprach sich darin aus, dass die Interessen Rostocks es dringend erforderten, dass mit dem Bau jener Schleuse auf Städtische Kosten nicht länger gezögert werden, da nicht allein dieselbe an sich von erheblichem lokalen Nutzen für unsere Stadt wäre, sondern auch der beschleunigte Bau der selben für das Zustandekommen des Rostock-Berliner Schifffahrtskanals von entscheidendem Einfluss sei. und endet mit der ganz ergebensten Bitte: ... den Bau der Schleuse am Mühlendamm nach dem hessischen Projekt auf Kosten der Stadt möglichst beschleunigt ausführen zu lassen.
Noch beeindruckender war eine Petition vieler hunderter Rostocker Bürger vom 6. August 1881. Die Einleitung zum etwa 3 cm starken Stapel an Unterschriften lautete:
Die ganz ergebenst unterzeichneten Bürger und Einwohner der Stadt Rostock, von der Erwägung geleitet:
1. das mit der Anlage der projektierten Schifffahrts Schleuse am hiesigen Mühlendamm der Anfang der Ausführung des projektierten Rostock-Berliner-Schifffahrtskanals gemacht wird, und das auf das Zustandekommen dieses Unternehmens, das für die Handels-, Schifffahrts- und Verkehrsinteressen und den Wohlstand der gesamten Einwohnerschaft Rostocks von hervorragender Bedeutung ist, die Anlage der gedachten Schifffahrtsschleuse einen entscheidenden Einfluss üben wird;
2. dass die Ausführung dieser Schifffahrts Schleuse, auch ganz abgesehen vom projektierten Rostock-Berliner-Schifffahrtskanal, für die lokalen Interessen Rostocks von größtem Werte ist; und
3. das im Verhältnis zu den für unsere Stadt zur Frage stehenden großen Interessen das zum Bau der Schleuse erforderliche Kapital als nicht bedeutend erscheint, zumal, da wir anderweitig eingehend nachgewiesen, die Einnahmen aus den Schleusenabgaben und die infolge der durch die Schleusenanlage zu erwartenden Steigerung des Schifffahrtsverkehrs eintretende Vermehrung der städtischen Hafengelder, außer der Deckung der Betriebskosten, voraussichtlich eine angemessene Verzinsung des Anlagekapitals selbst für den Fall herbeiführen werden, dass die freie Schifffahrt nicht über Bützow hinaus gewonnen werden sollte;
schließen sich dem eingehend begründeten Gesuche des hiesigen Komitees für die Anlage einer Schifffahrts Schleuse an den E. E. Rath vom 30. November v. J. an und richten an E.E. Rath die ganz ergebenst Bitte:
die Anlage der projektierten Schifffahrtsschleuse am hiesigen Mühlendamm auf Kosten der Stadt Rostock veranlassen zu wollen.
Die Grundsteinlegung zum Bau der Schleuse fand am 12. September 1885 statt. Die erste belegte Schleusung gab es am 25. September 1886 und die endgültige Fertigstellung zog sich bis zum Frühjahr 1887 hin. Die Schleuse am Rostocker Mühlendamm ist damit eine der ältesten – weitgehend noch intakten – Schleusen in Mecklenburg-Vorpommern. Die damals geplante Wasserstraße wurde allerdings nur bis Güstrow und nicht mehr bis Berlin verwirklicht. Aus dieser Zeit stammt auch der Bützow-Güstrow-Kanal.
Die Schleuse wurde 1915 an das Land Mecklenburg abgegeben und fiel auf Grundlage des Reichswasserstraßengesetzes vom 29. Juli 1921 an das Deutsche Reich. Heute sind die Schleuse und das Schleusengelände sowie der Teil der Oberwarnow bis zur nächsten Eisenbahnbrücke der Bahnstrecke Stralsund–Rostock im Eigentum des Bundes. Bis nach 1945 gab es über die Warnow einen umfangreichen Fracht-Schiffsverkehr, insbesondere zwischen Bützow, Schwaan und Rostock bis nach Warnemünde. Transportiert wurden vorwiegend Ziegel aus den Ziegeleien in Damm, Pölchow und Papendorf, Zuckerrüben für die Fabrik in Kassebohm sowie Torf und Kohle. Auch mehrere Ausflugsdampfer fuhren bis in die 1980er Jahre zwischen Rostock, Kessin, Schwaan und Bützow. Nach 1950 gab es kaum noch Frachtkähne, der Hauptverkehr bestand aus kleinen Motor- und Freizeitbooten. Die Warnow entwickelte sich zu einem Zentrum des Wassersports. Dabei spielte die Schleuse eine zentrale Rolle.

## Gegenwärtige Situation
Wegen des Neubaus der Mühlendammbrücke wurde die Schleuse Ende 2011 geschlossen. Die Brücke wurde Anfang 2015 fertiggestellt. Die Schleuse bleibt geschlossen und soll wegen fehlender finanzieller Mittel für ihre Sanierung mit Sand verfüllt werden. Für die Kanuten und Paddler soll dafür ein Ersatz in Form einer Slipanlage geschaffen werden. Dies wird von einigen Interessengruppen nicht als echter Ersatz gesehen, da alle größeren Boote über 300 kg diese Anlage nicht überwinden und damit die Warnow nicht mehr vollständig befahren können. Für den Erhalt der Schleuse als notwendige Einrichtung für den Wassertourismus auf der Warnow gibt es vielfältige Aktivitäten. Ein neu gegründeter Verein Mühlendammschleuse e.V. unterstützt aktiv die Maßnahmen zum Erhalt und zur Wiederinbetriebnahme der Schleuse. Der Bund versucht seit einigen Jahren, die Schleuse und das Wehr an das Land Mecklenburg-Vorpommern bzw. die Hansestadt Rostock abzugeben. Seit dem 28. Oktober 2015 ist der Denkmalstatus der Mühlendammschleuse durch das Landesamt für Kultur und Denkmalpflege Mecklenburg-Vorpommern bestätigt.
Der Umbau der umliegenden Bereiche ist auch im September 2020 noch nicht komplett abgeschlossen, allerdings ist die Schleuse mit Sand verfüllt worden und ein Umtragen über eine wenige Meter lange Strecke für Kanus und andere leichtgewichtige Boote ist nun durch das ehemalige Schleusenbecken möglich. Ein Zugang zur Straße besteht nicht.

## Bilder

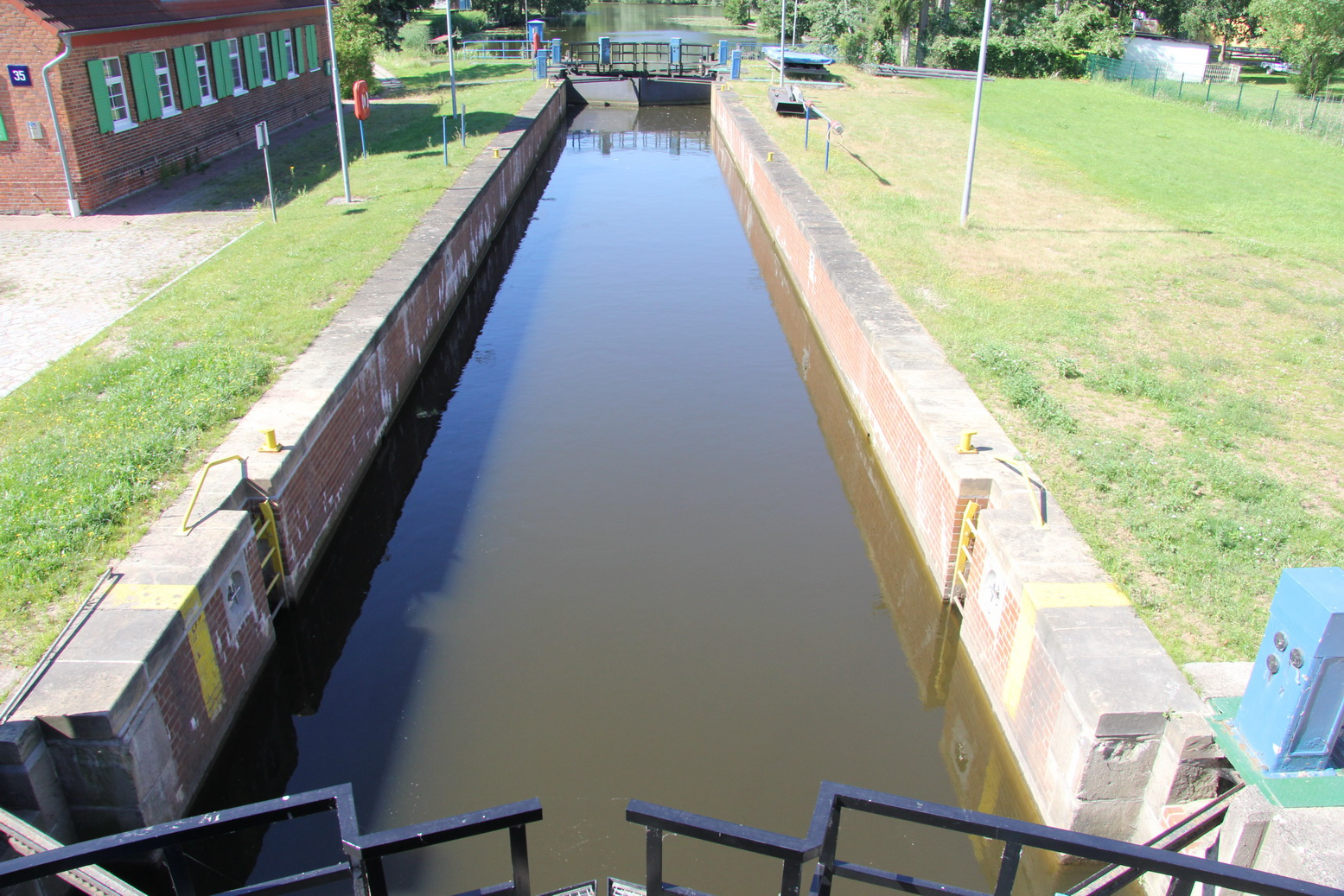
Blick in das Schleusenbecken Richtung Oberwarnow
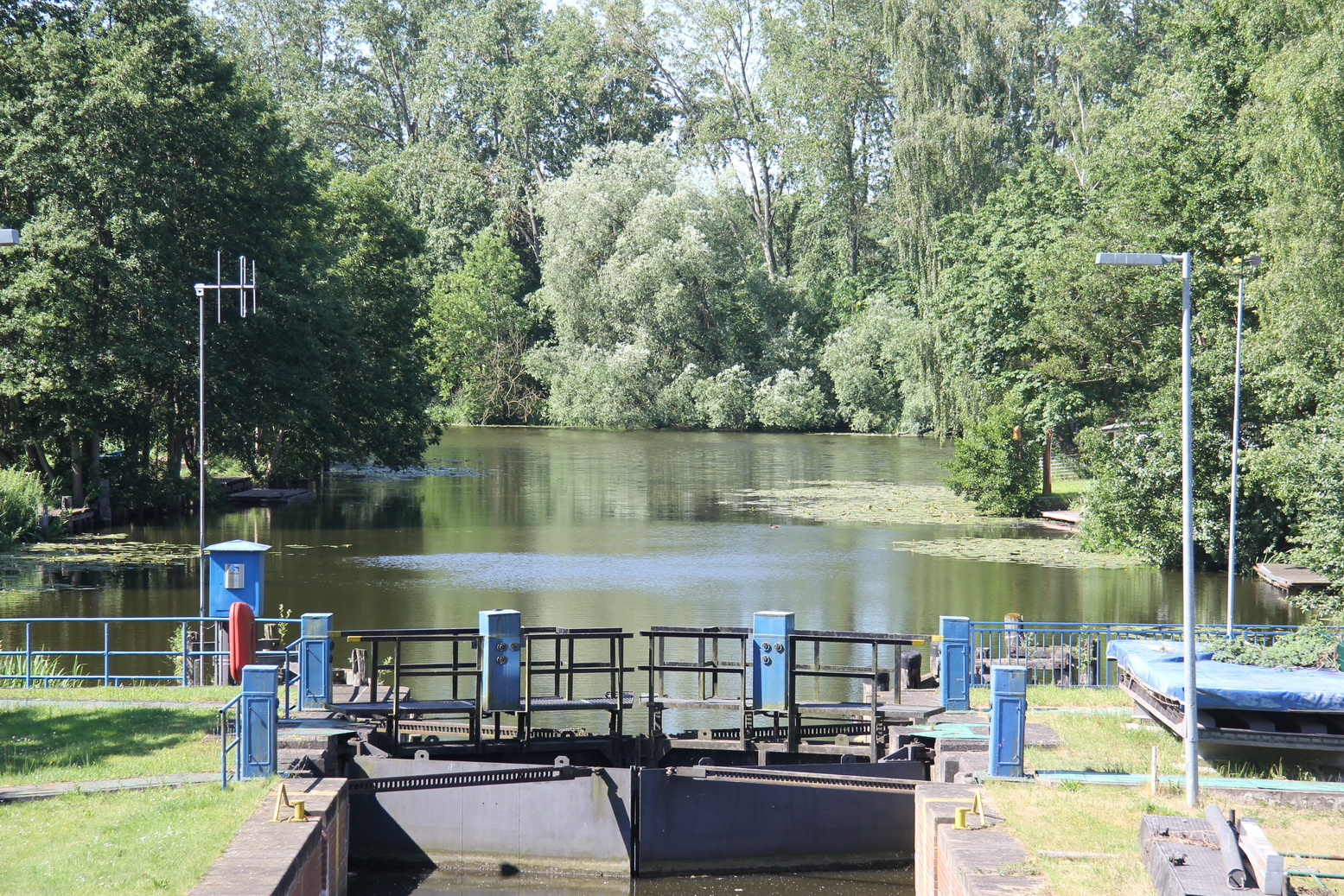
Blick über das Oberhaupt auf die Oberwarnow
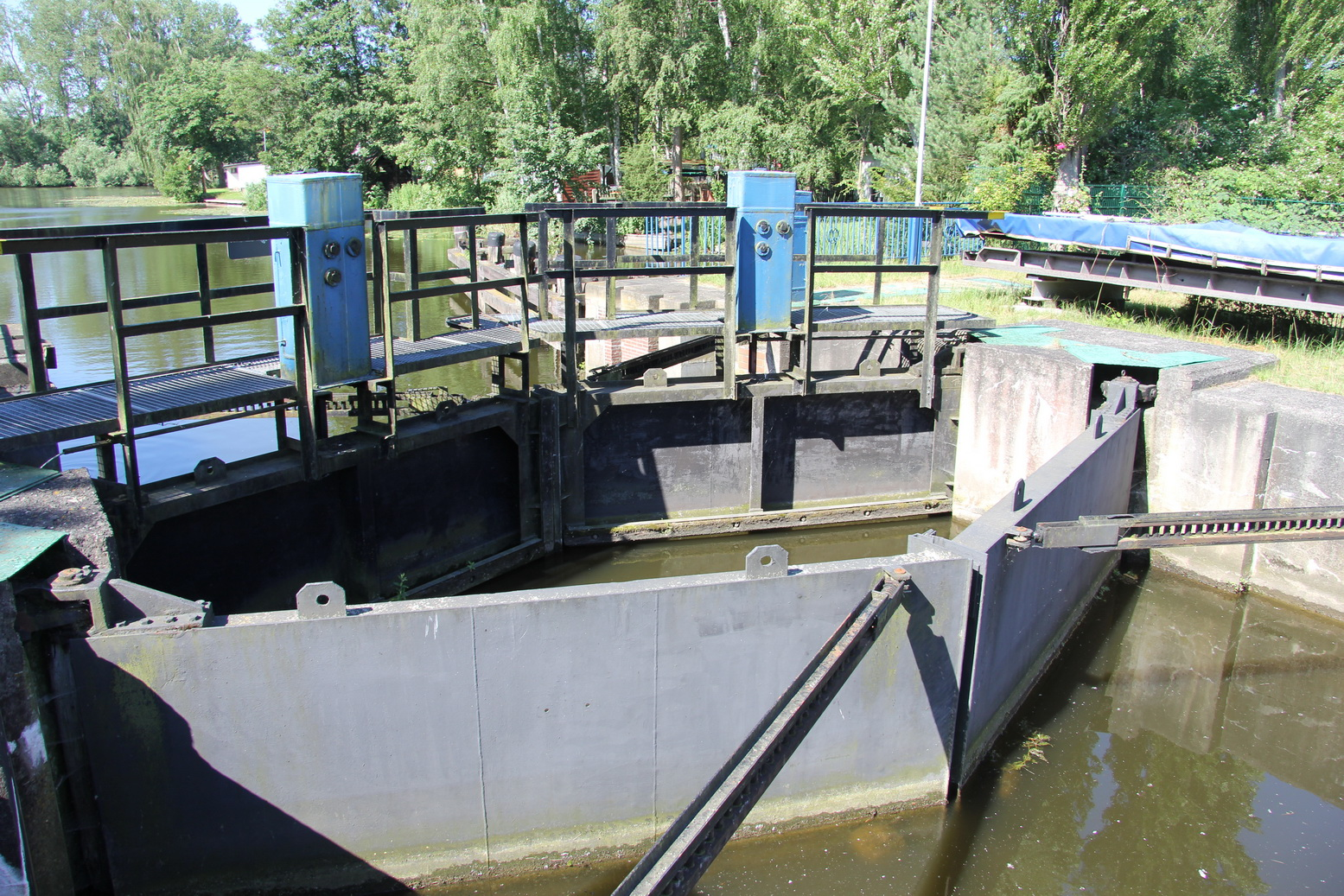
Ansicht der doppelt stemmenden Tore des Oberhaupts
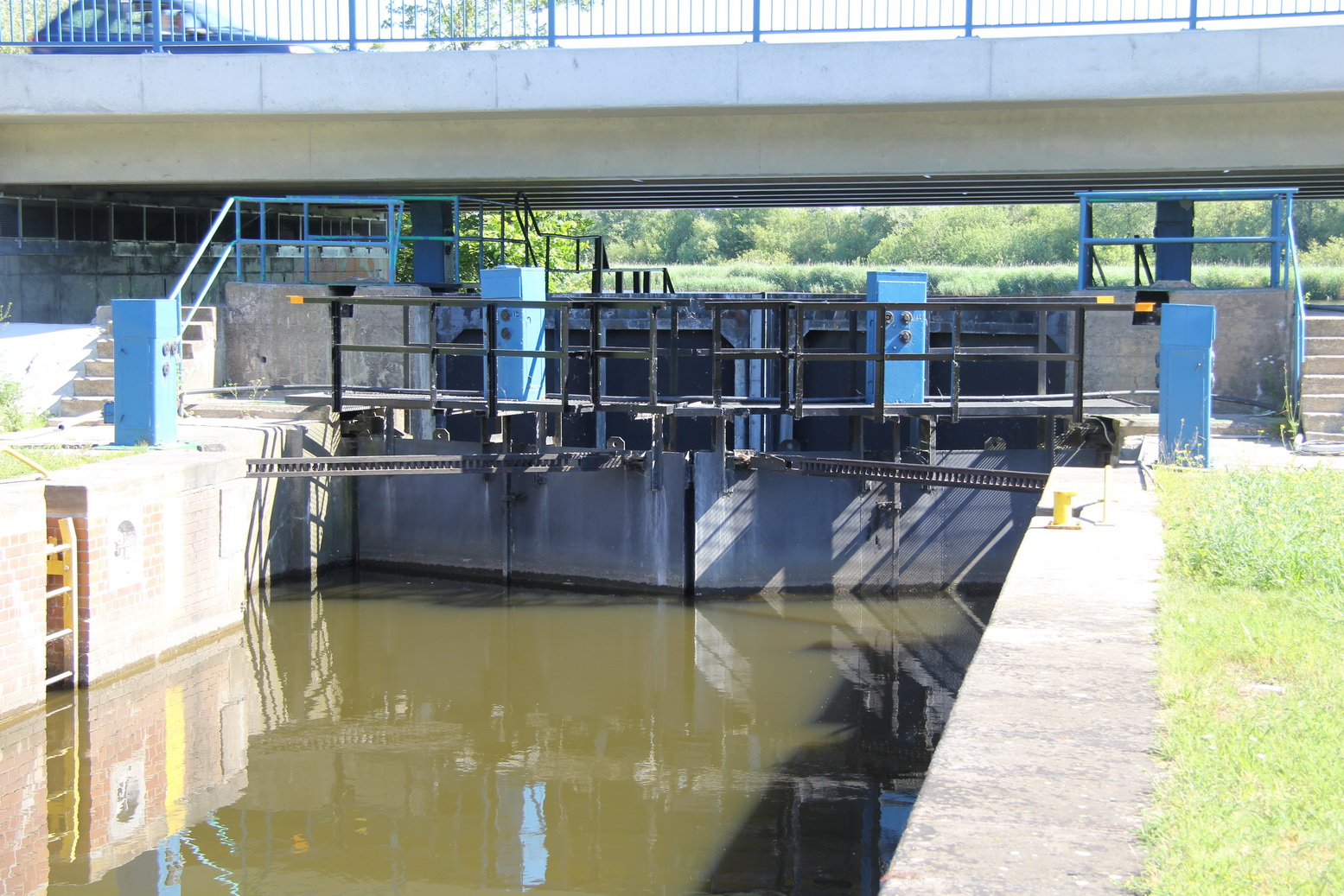
Das Unterhaupt unter der Mühlendammbrücke
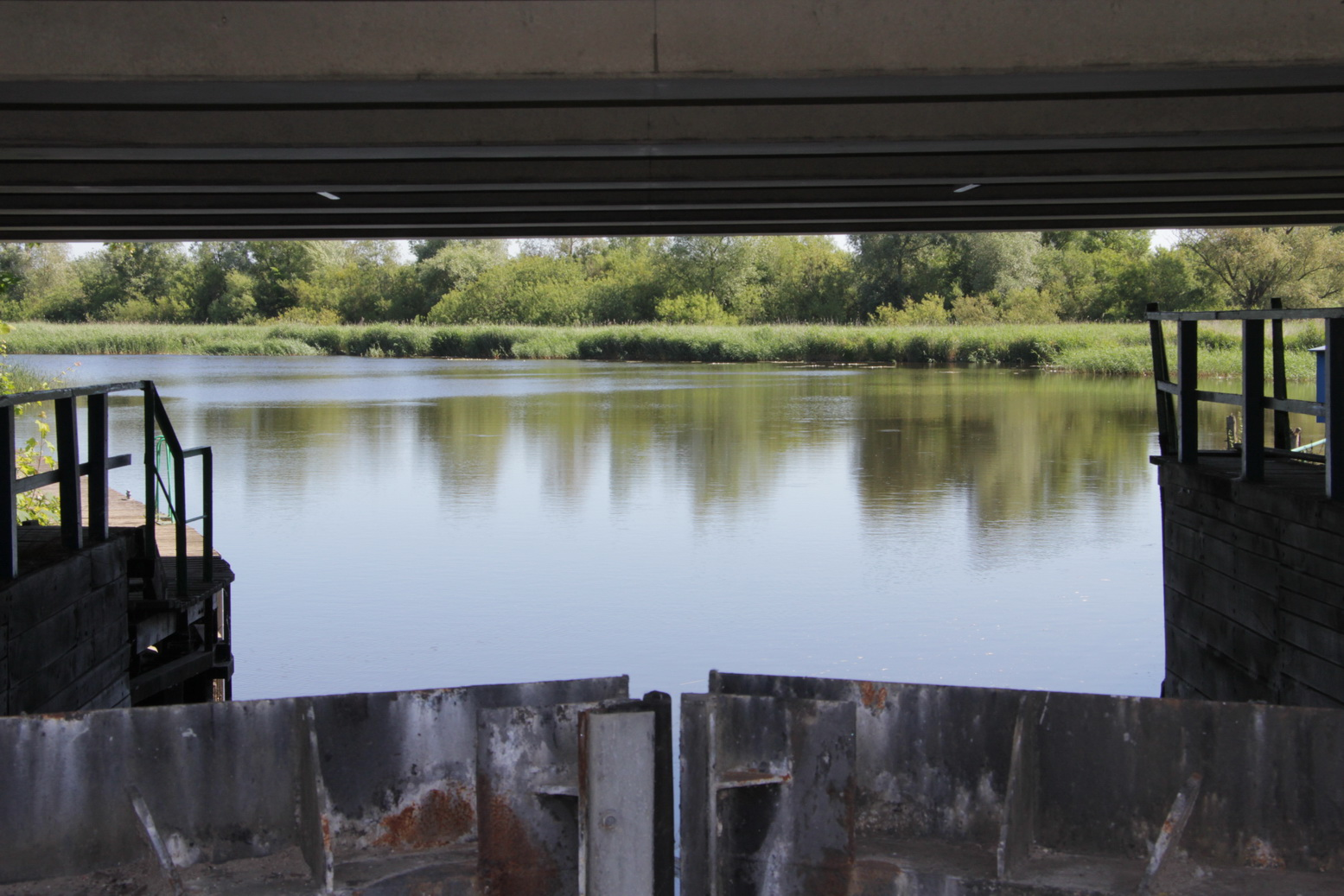
Blick auf die Unterwarnow